# 레나토 몬탈바노

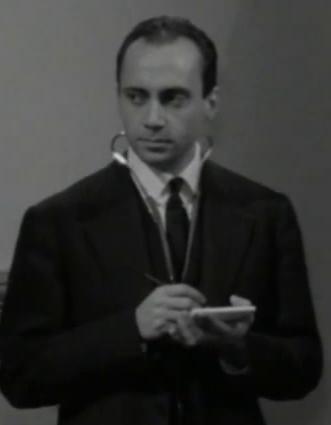

레나토 몬탈바노(Renato Montalbano, 1931년 5월 17일 ~ )는 이탈리아의 배우, 텔레비전 배우이다.
카타니아에서 태어났다.

## 영화
- 나자렛 예수 (1977년)
- 학살의 1만 달러 (1967년)
- 올모스트 어 맨 (1966년)
- 워 오브 더 플래닛 (1966년)
- 워 비트윈 더 플래닛 (1966년)
- 매와 참새 (1966년)
- 검투사 포세이돈 (1964년)
- 프리토리아 정복 (1964년)
- 라 쿠카그나 (1962년)
- 맘마 로마 (1962년)
- 러브 인 로마 (1960년)